# Coupe du monde cycliste féminine de Montréal 2008
La 11e édition de la Coupe du monde cycliste féminine de Montréal a lieu le 31 mai 2008. C'est la septième épreuve de la Coupe du monde. Elle est remportée par l'Allemande Judith Arndt.

## Équipes
| Équipes féminines professionnelles (11)- Cervélo-Lifeforce - ESGL 93-GSD Gestion - Giant Pro Cycling - High Road Women - Menikini-Selle Italia-Masters Color - Equipe Nürnberger Versicherung - Team Specialized Designs for Women - Team Pro féminin Les Carroz - Uniqa - Vienne Futuroscope - Webcor Builders Équipes nationales (5)- Australie - Cuba - Canada - Mexique - Ukraine Équipe féminines amateur (7)- Aaron's cycling team - Advil Chapstick - Equipe Cascades - Emd Serono Stevens - Specialized Carrefour Multisport GSD Gestion - Tibco - Ultralink |
| |

## Parcours

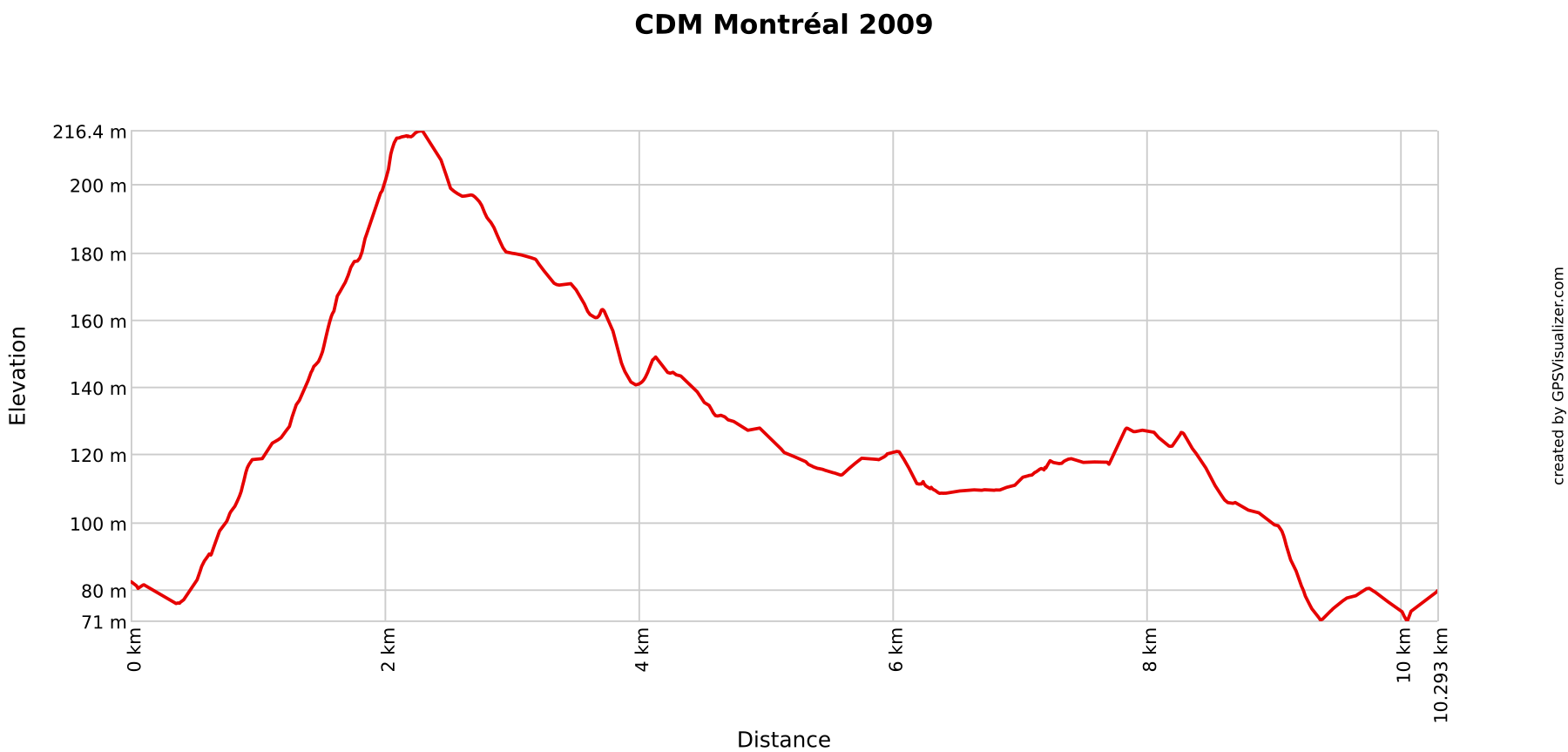
Profil du circuit

Douze tours d'un circuit long de 10 km autour du Mont Royal,.

## Favorites
La vainqueur sortante, Fabiana Luperini, peut doubler la mise. Il faut compter aussi sur : Mara Abbott, Judith Arndt, Emma Pooley, Kristin Armstrong et Jeannie Longo. 

## Récit de la course
La météo est pluvieuse. Dans le troisième tour, Ina-Yoko Teutenberg attaque. Son avance atteint quarante-cinq secondes. Elle est prise en chasse par les formations Cervelo-Lifeforce et Specialized Designs for Women. Le peloton la reprend à quatre tours de l'arrivée. Dans l'avant dernière montée, le peloton est réduit à vingt unités. Un groupe de cinq se forme à l'avant avec : Judith Arndt, Fabiana Luperini, Kristin Armstrong, Emma Pooley et Sara Carrigan. Trois Canadiennes reviennent ensuite avec Leigh Hobson, Anne Samplonius et Erinne Willock. Lors du dernier passage sur la ligne, Samplonius passe à l'attaque. Elle est suivie par Armstrong. La côte leur ait néanmoins fatale, Arndt et Luperini font la différence. Luperini, fatiguée, ne passe pas de relais mais ne dispute pas le sprint avec Arndt qui gagne donc l'épreuve. Derrière, Leigh Hobson prend la troisième place.

## Classements

### Classement final
| \| Classement général \| Classement général \| Classement général \| Classement général \| Classement général \| \| Coureuse \| Coureuse \| Pays \| Équipe \| Temps \| \| ------------------ \| ------------------ \| ------------------ \| ----------------------------------- \| ------------------ \| \| 1re \| Judith Arndt \| Allemagne \| High Road Women \| 3 h 11 min 34 s \| \| 2e \| Fabiana Luperini \| Italie \| Menikini-Selle Italia-Masters Color \| + 0 s \| \| 3e \| Leigh Hobson \| Canada \| Canada \| + 32 s \| \| 4e \| Sara Carrigan \| Australie \| Australie \| + 34 s \| \| 5e \| Kristin Armstrong \| États-Unis \| Cervélo Lifeforce \| + 34 s \| \| 6e \| Anne Samplonius \| Canada \| Canada \| + 34 s \| \| 7e \| Erinne Willock \| Canada \| Webcor Builders \| + 34 s \| \| 8e \| Emma Pooley \| Royaume-Uni \| Team Specialized Designs for Women \| + 38 s \| \| 9e \| Priska Doppmann \| Suisse \| Cervélo Lifeforce \| + 51 s \| \| 10e \| Nikki Butterfield \| Australie \| Australie \| + 51 s \| |                   |             |                                     |                 |
| |                   |             |                                     |                 |
| |                   |             |                                     |                 |
| Classement général |                   |             |                                     |                 |
| Coureuse | Coureuse          | Pays        | Équipe                              | Temps           |
| 1re | Judith Arndt      | Allemagne   | High Road Women                     | 3 h 11 min 34 s |
| 2e | Fabiana Luperini  | Italie      | Menikini-Selle Italia-Masters Color | + 0 s           |
| 3e | Leigh Hobson      | Canada      | Canada                              | + 32 s          |
| 4e | Sara Carrigan     | Australie   | Australie                           | + 34 s          |
| 5e | Kristin Armstrong | États-Unis  | Cervélo Lifeforce                   | + 34 s          |
| 6e | Anne Samplonius   | Canada      | Canada                              | + 34 s          |
| 7e | Erinne Willock    | Canada      | Webcor Builders                     | + 34 s          |
| 8e | Emma Pooley       | Royaume-Uni | Team Specialized Designs for Women  | + 38 s          |
| 9e | Priska Doppmann   | Suisse      | Cervélo Lifeforce                   | + 51 s          |
| 10e | Nikki Butterfield | Australie   | Australie                           | + 51 s          |

## Liste des participantes
| Légende | Légende                                                                                       | Légende | Légende                                                    |
| ------- | --------------------------------------------------------------------------------------------- | ------- | ---------------------------------------------------------- |
| Num     | Dossard de départ porté par le coureur sur cette Coupe du monde cycliste féminine de Montréal | Pos     | Position à l'arrivée de la course                          |
|         | Indique un maillot de champion national ou mondial, suivi de sa spécialité                    | NP      | Indique un coureur qui n'a pas pris le départ de la course |
| AB      | Indique un coureur qui n'a pas terminé la course                                              | HD      | Indique un coureur qui a terminé la course hors des délais |

| Menikini-Selle Italia-Masters Color MSI | Menikini-Selle Italia-Masters Color MSI | Menikini-Selle Italia-Masters Color MSI |
| --------------------------------------- | --------------------------------------- | --------------------------------------- |
| Num                                     | Coureuse                                | Pos                                     |
| 1                                       | Fabiana Luperini (ITA)                  |                                         |
| 2                                       | Trine Schmidt (DEN)                     |                                         |
| 3                                       | Kori Seehafer (USA)                     |                                         |
| 4                                       | Rochelle Gilmore (AUS)                  |                                         |
| 5                                       | Natalie Bates (AUS)                     |                                         |
| 6                                       | Olga Sljussarewa (RUS)                  |                                         |

| ESGL 93-GSD Gestion ESG | ESGL 93-GSD Gestion ESG  | ESGL 93-GSD Gestion ESG |
| ----------------------- | ------------------------ | ----------------------- |
| Num                     | Coureuse                 | Pos                     |
| 7                       | Sophie Creux (FRA)       |                         |
| 8                       | Béatrice Thomas (FRA)    |                         |
| 9                       | Christine Majerus (LUX)  |                         |
| 10                      | Estelle Patou (FRA)      |                         |
| 11                      | Fabienne Gautier (FRA)   |                         |
| 12                      | Joëlle Numainville (CAN) |                         |

| Cervélo Lifeforce RLT | Cervélo Lifeforce RLT   | Cervélo Lifeforce RLT |
| --------------------- | ----------------------- | --------------------- |
| Num                   | Coureuse                | Pos                   |
| 13                    | Kristin Armstrong (USA) |                       |
| 14                    | Priska Doppmann (SUI)   |                       |
| 15                    | Sarah Düster (GER)      |                       |
| 16                    | Emma Rickards (AUS)     |                       |
| 17                    | Patricia Schwager (SUI) |                       |
| 18                    | Pascale Schnider (SUI)  |                       |

| Ukraine UKR | Ukraine UKR       | Ukraine UKR |
| ----------- | ----------------- | ----------- |
| Num         | Coureuse          | Pos         |
| 19          | Svitlana Galyuk   |             |
| 21          | Kateryna Krasova  |             |
| 22          | Oksana Kashchyna  |             |
| 23          | Tatiana Stiajkina |             |
| 24          | Alona Andruk      |             |

| Vienne Futuroscope FUT | Vienne Futuroscope FUT   | Vienne Futuroscope FUT |
| ---------------------- | ------------------------ | ---------------------- |
| Num                    | Coureuse                 | Pos                    |
| 25                     | Émilie Blanquefort (FRA) |                        |
| 26                     | Audrey Cordon (FRA)      |                        |
| 27                     | Julie Dhéruelle (FRA)    |                        |
| 28                     | Fiona Dutriaux (FRA)     |                        |
| 29                     | Pascale Jeuland (FRA)    |                        |
| 30                     | Emmanuelle Merlot (FRA)  |                        |

| Palo Alto Bicycle Shop-Tibco ___ | Palo Alto Bicycle Shop-Tibco ___ | Palo Alto Bicycle Shop-Tibco ___ |
| -------------------------------- | -------------------------------- | -------------------------------- |
| Num                              | Coureuse                         | Pos                              |
| 31                               | Victoria Bastide (SWE)           |                                  |
| 32                               | Brooke Miller (USA)              |                                  |
| 33                               | Lauren Franges (USA)             |                                  |
| 34                               | Rachel Heal (GBR)                |                                  |
| 35                               | Helen Kelly (AUS)                |                                  |
| 36                               | Joanne Kiesanowski (NZL)         |                                  |

| High Road Women TMP | High Road Women TMP       | High Road Women TMP |
| ------------------- | ------------------------- | ------------------- |
| Num                 | Coureuse                  | Pos                 |
| 37                  | Mara Abbott (USA)         |                     |
| 38                  | Kimberly Anderson (USA)   |                     |
| 39                  | Judith Arndt (GER)        |                     |
| 40                  | Katherine Bates (AUS)     |                     |
| 41                  | Oenone Wood (AUS)         |                     |
| 42                  | Ina-Yoko Teutenberg (GER) |                     |
| 43                  | Chantal Beltman (NED)     |                     |

| Giant Pro Cycling GPC | Giant Pro Cycling GPC | Giant Pro Cycling GPC |
| --------------------- | --------------------- | --------------------- |
| Num                   | Coureuse              | Pos                   |
| 44                    | Meng Lang (CHN)       |                       |
| 45                    | Yong Li Liu (CHN)     |                       |
| 46                    | Gao Min (CHN)         |                       |
| 47                    | Wang Fei (CHN)        |                       |
| 48                    | Ma Sufen (CHN)        |                       |
| 49                    | Liping Zhang (CHN)    |                       |

| Team Specialized Designs for Women TSW | Team Specialized Designs for Women TSW | Team Specialized Designs for Women TSW |
| -------------------------------------- | -------------------------------------- | -------------------------------------- |
| Num                                    | Coureuse                               | Pos                                    |
| 50                                     | Emma Pooley (GBR)                      |                                        |
| 51                                     | Tanja Schmidt-Hennes (GER)             |                                        |
| 52                                     | Kristen Lasasso (USA)                  |                                        |
| 53                                     | Mirjam Hauser-Senn (SUI)               |                                        |
| 54                                     | Sarah Grab (SUI)                       |                                        |
| 55                                     | Andrea Knecht (SUI)                    |                                        |

| Uniqa UNG | Uniqa UNG                 | Uniqa UNG |
| --------- | ------------------------- | --------- |
| Num       | Coureuse                  | Pos       |
| 56        | Karin Aune (SWE)          |           |
| 57        | Nathalie Lamborelle (LUX) |           |
| 58        | Daniela Pintarelli (AUT)  |           |
| 59        | Monika Schachl (AUT)      |           |
| 60        | Bernadette Schober (AUT)  |           |

| Team Pro féminin Les Carroz TPF | Team Pro féminin Les Carroz TPF | Team Pro féminin Les Carroz TPF |
| ------------------------------- | ------------------------------- | ------------------------------- |
| Num                             | Coureuse                        | Pos                             |
| 61                              | Edwige Pitel (FRA)              |                                 |
| 62                              | Fanny Riberot (FRA)             |                                 |
| 63                              | Eugénie Mermillod (FRA)         |                                 |
| 64                              | Carissa Wilkes (NZL)            |                                 |
| 65                              | Brei Gudsell (NZL)              |                                 |
| 66                              | Jeannie Longo (FRA)             |                                 |
| 67                              | Aude Pollet (FRA)               |                                 |

| Specialized Carrefour Multisport GSD Gestion ___ | Specialized Carrefour Multisport GSD Gestion ___ | Specialized Carrefour Multisport GSD Gestion ___ |
| ------------------------------------------------ | ------------------------------------------------ | ------------------------------------------------ |
| Num                                              | Coureuse                                         | Pos                                              |
| 68                                               | Mathilde Hupin (CAN)                             |                                                  |
| 69                                               | Geneviève Gauthier (CAN)                         |                                                  |
| 70                                               | Louise Moriarty (IRL)                            |                                                  |
| 71                                               | Julie Marceau (CAN)                              |                                                  |
| 72                                               | Catherine Hogan (CAN)                            |                                                  |
| 73                                               | Audrey Lemieux (CAN)                             |                                                  |
| 74                                               | Clara Hughes (CAN)                               |                                                  |

| Equipe Nürnberger Versicherung NUR | Equipe Nürnberger Versicherung NUR | Equipe Nürnberger Versicherung NUR |
| ---------------------------------- | ---------------------------------- | ---------------------------------- |
| Num                                | Coureuse                           | Pos                                |
| 75                                 | Suzanne de Goede (NED)             |                                    |
| 76                                 | Larissa Kleinmann (GER)            |                                    |
| 77                                 | Marie Lindberg (SWE)               |                                    |
| 78                                 | Regina Schleicher (GER)            |                                    |
| 79                                 | Modesta Vžesniauskaitė (LTU)       |                                    |

| Cuba CUB | Cuba CUB         | Cuba CUB |
| -------- | ---------------- | -------- |
| Num      | Coureuse         | Pos      |
| 80       | Yoanka González  |          |
| 81       | Yumari González  |          |
| 82       | Dalila Rodríguez |          |
| 83       | Iraida García    |          |
| 84       | Yeima Torres     |          |

| Equipe Cascades CAS | Equipe Cascades CAS     | Equipe Cascades CAS |
| ------------------- | ----------------------- | ------------------- |
| Num                 | Coureuse                | Pos                 |
| 85                  | Julie Bellerose (CAN)   |                     |
| 86                  | Joanie Caron (CAN)      |                     |
| 87                  | Veronique Labonte (CAN) |                     |
| 89                  | Jessica Burns (CAN)     |                     |
| 90                  | Anne Guzman (DOM)       |                     |

| Aaron's cycling team ___ | Aaron's cycling team ___ | Aaron's cycling team ___ |
| ------------------------ | ------------------------ | ------------------------ |
| Num                      | Coureuse                 | Pos                      |
| 91                       | Felicia Gomez (CAN)      |                          |
| 92                       | Julie Beveridge (CAN)    |                          |
| 93                       | Alison Testroete (CAN)   |                          |
| 94                       | Carmen McNellis (USA)    |                          |
| 95                       | Meredith Miller (USA)    |                          |
| 96                       | Kristin Sanders (USA)    |                          |

| Canada CAN | Canada CAN         | Canada CAN |
| ---------- | ------------------ | ---------- |
| Num        | Coureuse           | Pos        |
| 97         | Anne Samplonius    |            |
| 98         | Moriah Jo McGregor |            |
| 99         | Betina Hold        |            |
| 100        | Leah Guloien       |            |
| 101        | Leigh Hobson       |            |
| 102        | Karol-Ann Canuel   |            |
| 103        | Jennifer Trew      |            |

| Mexique MEX | Mexique MEX       | Mexique MEX |
| ----------- | ----------------- | ----------- |
| Num         | Coureuse          | Pos         |
| 104         | Belem Guerrero    |             |
| 105         | Giuseppina Grassi |             |
| 106         | Verónica Leal     |             |
| 107         | Mayra Del Rocio   |             |

| Webcor Builders ___ | Webcor Builders ___       | Webcor Builders ___ |
| ------------------- | ------------------------- | ------------------- |
| Num                 | Coureuse                  | Pos                 |
| 108                 | Erinne Willock (CAN)      |                     |
| 109                 | Alexandra Wrubleski (CAN) |                     |
| 110                 | Gina Grain (CAN)          |                     |
| 111                 | Christine Thorburn (USA)  |                     |
| 112                 | Katheryn Curi (USA)       |                     |
| 113                 | Rebecca Much (USA)        |                     |

| Australie AUS | Australie AUS     | Australie AUS |
| ------------- | ----------------- | ------------- |
| Num           | Coureuse          | Pos           |
| 114           | Sara Carrigan     |               |
| 115           | Ruth Corset       |               |
| 116           | Tiffany Cromwell  |               |
| 117           | Nikki Butterfield |               |
| 118           | Lorian Graham     |               |
| 119           | Amanda Spratt     |               |
| 120           | Jocelyn Loane     |               |

| Ultralink ___ | Ultralink ___                 | Ultralink ___ |
| ------------- | ----------------------------- | ------------- |
| Num           | Coureuse                      | Pos           |
| 121           | Jennifer Stephenson (CAN)     |               |
| 122           | Julia Farell (CAN)            |               |
| 124           | Allison Lampi (CAN)           |               |
| 125           | Sarah Coney (CAN)             |               |
| 126           | Chloé Saint-Arnaud-Watt (CAN) |               |
| 127           | Denise Ramsden (CAN)          |               |

| Emd Serono Stevens ___ | Emd Serono Stevens ___ | Emd Serono Stevens ___ |
| ---------------------- | ---------------------- | ---------------------- |
| Num                    | Coureuse               | Pos                    |
| 128                    | Wendy Blagdon (CAN)    |                        |
| 129                    | Julia Bradley (CAN)    |                        |
| 130                    | Natasha Elliott (CAN)  |                        |
| 131                    | Sophie Matte (CAN)     |                        |
| 132                    | Sue Schlatter (CAN)    |                        |
| 133                    | Tricia Spooner (CAN)   |                        |

| Advil Chapstick ___ | Advil Chapstick ___      | Advil Chapstick ___ |
| ------------------- | ------------------------ | ------------------- |
| Num                 | Coureuse                 | Pos                 |
| 134                 | Susan Palmer-Komar (CAN) |                     |
| 136                 | Kirsten Frattini (CAN)   |                     |
| 138                 | Elisa Gagnon (CAN)       |                     |
| 140                 | Mary Zider (USA)         |                     |

| Menikini-Selle Italia-Masters Color MSI | Menikini-Selle Italia-Masters Color MSI | Menikini-Selle Italia-Masters Color MSI |
| --------------------------------------- | --------------------------------------- | --------------------------------------- |
| Num                                     | Coureuse                                | Pos                                     |
| 1                                       | Fabiana Luperini (ITA)                  |                                         |
| 2                                       | Trine Schmidt (DEN)                     |                                         |
| 3                                       | Kori Seehafer (USA)                     |                                         |
| 4                                       | Rochelle Gilmore (AUS)                  |                                         |
| 5                                       | Natalie Bates (AUS)                     |                                         |
| 6                                       | Olga Sljussarewa (RUS)                  |                                         |

| ESGL 93-GSD Gestion ESG | ESGL 93-GSD Gestion ESG  | ESGL 93-GSD Gestion ESG |
| ----------------------- | ------------------------ | ----------------------- |
| Num                     | Coureuse                 | Pos                     |
| 7                       | Sophie Creux (FRA)       |                         |
| 8                       | Béatrice Thomas (FRA)    |                         |
| 9                       | Christine Majerus (LUX)  |                         |
| 10                      | Estelle Patou (FRA)      |                         |
| 11                      | Fabienne Gautier (FRA)   |                         |
| 12                      | Joëlle Numainville (CAN) |                         |

| Cervélo Lifeforce RLT | Cervélo Lifeforce RLT   | Cervélo Lifeforce RLT |
| --------------------- | ----------------------- | --------------------- |
| Num                   | Coureuse                | Pos                   |
| 13                    | Kristin Armstrong (USA) |                       |
| 14                    | Priska Doppmann (SUI)   |                       |
| 15                    | Sarah Düster (GER)      |                       |
| 16                    | Emma Rickards (AUS)     |                       |
| 17                    | Patricia Schwager (SUI) |                       |
| 18                    | Pascale Schnider (SUI)  |                       |

| Ukraine UKR | Ukraine UKR       | Ukraine UKR |
| ----------- | ----------------- | ----------- |
| Num         | Coureuse          | Pos         |
| 19          | Svitlana Galyuk   |             |
| 21          | Kateryna Krasova  |             |
| 22          | Oksana Kashchyna  |             |
| 23          | Tatiana Stiajkina |             |
| 24          | Alona Andruk      |             |

| Vienne Futuroscope FUT | Vienne Futuroscope FUT   | Vienne Futuroscope FUT |
| ---------------------- | ------------------------ | ---------------------- |
| Num                    | Coureuse                 | Pos                    |
| 25                     | Émilie Blanquefort (FRA) |                        |
| 26                     | Audrey Cordon (FRA)      |                        |
| 27                     | Julie Dhéruelle (FRA)    |                        |
| 28                     | Fiona Dutriaux (FRA)     |                        |
| 29                     | Pascale Jeuland (FRA)    |                        |
| 30                     | Emmanuelle Merlot (FRA)  |                        |

| Palo Alto Bicycle Shop-Tibco ___ | Palo Alto Bicycle Shop-Tibco ___ | Palo Alto Bicycle Shop-Tibco ___ |
| -------------------------------- | -------------------------------- | -------------------------------- |
| Num                              | Coureuse                         | Pos                              |
| 31                               | Victoria Bastide (SWE)           |                                  |
| 32                               | Brooke Miller (USA)              |                                  |
| 33                               | Lauren Franges (USA)             |                                  |
| 34                               | Rachel Heal (GBR)                |                                  |
| 35                               | Helen Kelly (AUS)                |                                  |
| 36                               | Joanne Kiesanowski (NZL)         |                                  |

| High Road Women TMP | High Road Women TMP       | High Road Women TMP |
| ------------------- | ------------------------- | ------------------- |
| Num                 | Coureuse                  | Pos                 |
| 37                  | Mara Abbott (USA)         |                     |
| 38                  | Kimberly Anderson (USA)   |                     |
| 39                  | Judith Arndt (GER)        |                     |
| 40                  | Katherine Bates (AUS)     |                     |
| 41                  | Oenone Wood (AUS)         |                     |
| 42                  | Ina-Yoko Teutenberg (GER) |                     |
| 43                  | Chantal Beltman (NED)     |                     |

| Giant Pro Cycling GPC | Giant Pro Cycling GPC | Giant Pro Cycling GPC |
| --------------------- | --------------------- | --------------------- |
| Num                   | Coureuse              | Pos                   |
| 44                    | Meng Lang (CHN)       |                       |
| 45                    | Yong Li Liu (CHN)     |                       |
| 46                    | Gao Min (CHN)         |                       |
| 47                    | Wang Fei (CHN)        |                       |
| 48                    | Ma Sufen (CHN)        |                       |
| 49                    | Liping Zhang (CHN)    |                       |

| Team Specialized Designs for Women TSW | Team Specialized Designs for Women TSW | Team Specialized Designs for Women TSW |
| -------------------------------------- | -------------------------------------- | -------------------------------------- |
| Num                                    | Coureuse                               | Pos                                    |
| 50                                     | Emma Pooley (GBR)                      |                                        |
| 51                                     | Tanja Schmidt-Hennes (GER)             |                                        |
| 52                                     | Kristen Lasasso (USA)                  |                                        |
| 53                                     | Mirjam Hauser-Senn (SUI)               |                                        |
| 54                                     | Sarah Grab (SUI)                       |                                        |
| 55                                     | Andrea Knecht (SUI)                    |                                        |

| Uniqa UNG | Uniqa UNG                 | Uniqa UNG |
| --------- | ------------------------- | --------- |
| Num       | Coureuse                  | Pos       |
| 56        | Karin Aune (SWE)          |           |
| 57        | Nathalie Lamborelle (LUX) |           |
| 58        | Daniela Pintarelli (AUT)  |           |
| 59        | Monika Schachl (AUT)      |           |
| 60        | Bernadette Schober (AUT)  |           |

| Team Pro féminin Les Carroz TPF | Team Pro féminin Les Carroz TPF | Team Pro féminin Les Carroz TPF |
| ------------------------------- | ------------------------------- | ------------------------------- |
| Num                             | Coureuse                        | Pos                             |
| 61                              | Edwige Pitel (FRA)              |                                 |
| 62                              | Fanny Riberot (FRA)             |                                 |
| 63                              | Eugénie Mermillod (FRA)         |                                 |
| 64                              | Carissa Wilkes (NZL)            |                                 |
| 65                              | Brei Gudsell (NZL)              |                                 |
| 66                              | Jeannie Longo (FRA)             |                                 |
| 67                              | Aude Pollet (FRA)               |                                 |

| Specialized Carrefour Multisport GSD Gestion ___ | Specialized Carrefour Multisport GSD Gestion ___ | Specialized Carrefour Multisport GSD Gestion ___ |
| ------------------------------------------------ | ------------------------------------------------ | ------------------------------------------------ |
| Num                                              | Coureuse                                         | Pos                                              |
| 68                                               | Mathilde Hupin (CAN)                             |                                                  |
| 69                                               | Geneviève Gauthier (CAN)                         |                                                  |
| 70                                               | Louise Moriarty (IRL)                            |                                                  |
| 71                                               | Julie Marceau (CAN)                              |                                                  |
| 72                                               | Catherine Hogan (CAN)                            |                                                  |
| 73                                               | Audrey Lemieux (CAN)                             |                                                  |
| 74                                               | Clara Hughes (CAN)                               |                                                  |

| Equipe Nürnberger Versicherung NUR | Equipe Nürnberger Versicherung NUR | Equipe Nürnberger Versicherung NUR |
| ---------------------------------- | ---------------------------------- | ---------------------------------- |
| Num                                | Coureuse                           | Pos                                |
| 75                                 | Suzanne de Goede (NED)             |                                    |
| 76                                 | Larissa Kleinmann (GER)            |                                    |
| 77                                 | Marie Lindberg (SWE)               |                                    |
| 78                                 | Regina Schleicher (GER)            |                                    |
| 79                                 | Modesta Vžesniauskaitė (LTU)       |                                    |

| Cuba CUB | Cuba CUB         | Cuba CUB |
| -------- | ---------------- | -------- |
| Num      | Coureuse         | Pos      |
| 80       | Yoanka González  |          |
| 81       | Yumari González  |          |
| 82       | Dalila Rodríguez |          |
| 83       | Iraida García    |          |
| 84       | Yeima Torres     |          |

| Equipe Cascades CAS | Equipe Cascades CAS     | Equipe Cascades CAS |
| ------------------- | ----------------------- | ------------------- |
| Num                 | Coureuse                | Pos                 |
| 85                  | Julie Bellerose (CAN)   |                     |
| 86                  | Joanie Caron (CAN)      |                     |
| 87                  | Veronique Labonte (CAN) |                     |
| 89                  | Jessica Burns (CAN)     |                     |
| 90                  | Anne Guzman (DOM)       |                     |

| Aaron's cycling team ___ | Aaron's cycling team ___ | Aaron's cycling team ___ |
| ------------------------ | ------------------------ | ------------------------ |
| Num                      | Coureuse                 | Pos                      |
| 91                       | Felicia Gomez (CAN)      |                          |
| 92                       | Julie Beveridge (CAN)    |                          |
| 93                       | Alison Testroete (CAN)   |                          |
| 94                       | Carmen McNellis (USA)    |                          |
| 95                       | Meredith Miller (USA)    |                          |
| 96                       | Kristin Sanders (USA)    |                          |

| Canada CAN | Canada CAN         | Canada CAN |
| ---------- | ------------------ | ---------- |
| Num        | Coureuse           | Pos        |
| 97         | Anne Samplonius    |            |
| 98         | Moriah Jo McGregor |            |
| 99         | Betina Hold        |            |
| 100        | Leah Guloien       |            |
| 101        | Leigh Hobson       |            |
| 102        | Karol-Ann Canuel   |            |
| 103        | Jennifer Trew      |            |

| Mexique MEX | Mexique MEX       | Mexique MEX |
| ----------- | ----------------- | ----------- |
| Num         | Coureuse          | Pos         |
| 104         | Belem Guerrero    |             |
| 105         | Giuseppina Grassi |             |
| 106         | Verónica Leal     |             |
| 107         | Mayra Del Rocio   |             |

| Webcor Builders ___ | Webcor Builders ___       | Webcor Builders ___ |
| ------------------- | ------------------------- | ------------------- |
| Num                 | Coureuse                  | Pos                 |
| 108                 | Erinne Willock (CAN)      |                     |
| 109                 | Alexandra Wrubleski (CAN) |                     |
| 110                 | Gina Grain (CAN)          |                     |
| 111                 | Christine Thorburn (USA)  |                     |
| 112                 | Katheryn Curi (USA)       |                     |
| 113                 | Rebecca Much (USA)        |                     |

| Australie AUS | Australie AUS     | Australie AUS |
| ------------- | ----------------- | ------------- |
| Num           | Coureuse          | Pos           |
| 114           | Sara Carrigan     |               |
| 115           | Ruth Corset       |               |
| 116           | Tiffany Cromwell  |               |
| 117           | Nikki Butterfield |               |
| 118           | Lorian Graham     |               |
| 119           | Amanda Spratt     |               |
| 120           | Jocelyn Loane     |               |

| Ultralink ___ | Ultralink ___                 | Ultralink ___ |
| ------------- | ----------------------------- | ------------- |
| Num           | Coureuse                      | Pos           |
| 121           | Jennifer Stephenson (CAN)     |               |
| 122           | Julia Farell (CAN)            |               |
| 124           | Allison Lampi (CAN)           |               |
| 125           | Sarah Coney (CAN)             |               |
| 126           | Chloé Saint-Arnaud-Watt (CAN) |               |
| 127           | Denise Ramsden (CAN)          |               |

| Emd Serono Stevens ___ | Emd Serono Stevens ___ | Emd Serono Stevens ___ |
| ---------------------- | ---------------------- | ---------------------- |
| Num                    | Coureuse               | Pos                    |
| 128                    | Wendy Blagdon (CAN)    |                        |
| 129                    | Julia Bradley (CAN)    |                        |
| 130                    | Natasha Elliott (CAN)  |                        |
| 131                    | Sophie Matte (CAN)     |                        |
| 132                    | Sue Schlatter (CAN)    |                        |
| 133                    | Tricia Spooner (CAN)   |                        |

| Advil Chapstick ___ | Advil Chapstick ___      | Advil Chapstick ___ |
| ------------------- | ------------------------ | ------------------- |
| Num                 | Coureuse                 | Pos                 |
| 134                 | Susan Palmer-Komar (CAN) |                     |
| 136                 | Kirsten Frattini (CAN)   |                     |
| 138                 | Elisa Gagnon (CAN)       |                     |
| 140                 | Mary Zider (USA)         |                     |

Source.